# Championnat du Tadjikistan de football 1998
Navigation
Saison précédente Saison suivante
La saison 1998 du Championnat du Tadjikistan de football est la septième édition de la première division au Tadjikistan. La compétition regroupe douze clubs au sein d’une poule unique où ils s'affrontent deux fois, à domicile et à l'extérieur. En fin de saison, les deux derniers du classement final sont relégués et remplacés par les deux meilleures équipes de deuxième division.
C'est le Varzob Douchanbé, nouveau venu sur la scène nationale, qui remporte la compétition cette saison après avoir terminé invaincu en tête du classement final, avec douze points d'avance sur le FK Khodjent et quatorze sur le Saddam Sarband. C'est le tout premier titre de champion du Tadjikistan de l'histoire du club, qui réussit même le doublé en battant Khoja Karimov Gazimalik en finale de la Coupe du Tadjikistan.
Plusieurs événements ont lieu durant l'intersaison. Tout d'abord, quatre clubs ne prennent pas part au championnat cette année : le Sitora Douchanbé, victime d'une banqueroute, le Pakhtakor Douchanbé, le Ravshan Kulob et le Farkhor Farkhor. À l'inverse, en plus du club promu de D2, deux clubs sont autorisés à s'aligner en première division : le Varzob Douchanbé, futur champion et le CSKA-Pamir Douchanbé, qui fait son retour parmi l'élite.

## Les clubs participants
- FK Khodjent
- Panjsher Kolkhozabad
- Regar-TadAZ Tursunzoda
- Bofanda Douchanbé
- Bakhtiyer Panj
- Varzob Douchanbé
- CSKA-Pamir Douchanbé
- Khoja Karimov Gazimalik - Promu de D2
- Shodmon Ghissar
- Ranjbar Vose
- Vakhsh Qurghonteppa
- Saddam Sarband

## Compétition
Le barème de points servant à établir le classement se décompose ainsi :
- Victoire : 3 points
- Match nul : 1 point
- Défaite : 0 point

### Classement
| Rang | Équipe                       | Pts | J  | G  | N | P  | Bp | Bc | Diff |
| ---- | ---------------------------- | --- | -- | -- | - | -- | -- | -- | ---- |
| 1    | Varzob DouchanbéC            | 56  | 22 | 17 | 5 | 0  | 57 | 17 | +40  |
| 2    | FK Khodjent                  | 44  | 22 | 13 | 5 | 4  | 44 | 19 | +25  |
| 3    | Saddam Sarband               | 42  | 22 | 12 | 6 | 4  | 47 | 30 | +17  |
| 4    | Khoja Karimov GazimalikP     | 35  | 22 | 9  | 8 | 5  | 30 | 24 | +6   |
| 5    | Ranjbar Vose                 | 32  | 22 | 9  | 5 | 8  | 39 | 36 | +3   |
| 6    | Panjsher Kolkhozabad         | 31  | 22 | 9  | 4 | 9  | 44 | 39 | +5   |
| 7    | CSKA-Pamir Douchanbé         | 30  | 22 | 7  | 9 | 6  | 31 | 32 | -1   |
| 8    | Vakhsh QurghonteppaT         | 27  | 22 | 8  | 3 | 11 | 30 | 28 | +2   |
| 9    | Regar-TadAZ Tursunzoda       | 25  | 22 | 6  | 7 | 9  | 24 | 29 | -5   |
| 10   | Bofanda Douchanbé            | 25  | 22 | 6  | 7 | 9  | 30 | 42 | -12  |
| 11   | Shodmon Ghissar              | 11  | 22 | 2  | 5 | 15 | 17 | 51 | -34  |
| 12   | Bakhtiyer Panj (disqualifié) | 5   | 22 | 1  | 2 | 19 | 12 | 60 | -48  |

|  | Qualification pour la Coupe d'Asie des clubs champions 1999-2000                            |
|  | Qualification pour la Coupe des Coupes 1999-2000                                            |
|  | Relégation en deuxième division                                                             |
|  | Disqualification de la compétition                                                          |
|  | T : Tenant du titre C : Vainqueur de la Coupe du Tadjikistan P : Promu de deuxième division |

- Le Bakhtiyer Panj est disqualifié après la quatorzième journée pour n'avoir pas payé les droits d'inscription en championnat.

## Bilan de la saison
| Championnat du Tadjikistan de football 1998 |                              |
| Champion                                    | Varzob Douchanbé (1er titre) |
| Coupes et trophées                          |                              |
| Vainqueur de la Coupe du Tadjikistan 1998   | Varzob Douchanbé             |
| Qualifications continentales                |                              |
| Coupe d'Asie des clubs champions 1999-2000  | Varzob Douchanbé             |
| Coupe des Coupes 1999-2000                  | Khoja Karimov Gazimalik      |
| Promotions et relégations                   |                              |
| Promus en Vysshaya Liga                     | Lokomotiv Douchanbé          |
| Promus en Vysshaya Liga                     | FK Istaravshan               |
| Relégués en Deuxième division               | Bakhtiyer Panj               |
| Relégués en Deuxième division               | Shodmon Ghissar              |